# The Ghost Breakers
The Ghost Breakers (bra: O Castelo Sinistro) é um filme estadunidense de 1940, do gênero comédia, dirigido por George Marshall, com roteiro de Walter DeLeon baseado na peça homônima de Paul Dickey e Charles W. Goddard.
A produção tem praticamente a mesma história de The Cat and the Canary, realizada no ano anterior com a mesma dupla central e o mesmo roteirista. O historiador Ken Wlaschin considera-o um dos 10 melhores filmes, tanto de Hope quanto de Goddard.
The Ghost Breakers foi filmado anteriormente em 1914 e 1922 como The Ghost Breaker e depois como Scared Stiff (1953), com o mesmo diretor e a dupla Martin e Lewis.

## Sinopse
O radialista Larry Lawrence foge de Nova Iorque, acompanhado de seu mordomo Alex, porque acredita ter matado um gângster. A bordo do transatlântico em que embarcam com destino a Cuba, eles encontram Mary Carter, que pretende tomar posse da velha mansão que acabara de herdar. Ainda no navio, Mary recebe uma ameaça de morte e diversas advertências de que o castelo é assombrado. Larry, então, decide tornar-se seu protetor.
Ao chegarem à propriedade, eles começam as investigações e se deparam com um fantasma aparentemente verdadeiro, um zumbi aterrorizante e vozes ameaçadoras que parecem vir de lugar nenhum. Encontram ainda o suspeito Francisco Mederos, que diz ser irmão gêmeo do homem que Larry suspeita ter matado, e Parada, o conselheiro cubano de Mary, que, enquanto agoniza das facadas que recebeu de um assassino misterioso, conta-lhes que há um tesouro escondido em algum lugar da mansão.

## Elenco
| Ator/Atriz       | Personagem                      |
| ---------------- | ------------------------------- |
| Bob Hope         | Larry L. Lawrence               |
| Paulette Goddard | Mary Carver                     |
| Richard Carlson  | Geoff Montgomery                |
| Paul Lukas       | Parada                          |
| Willie Best      | Alex                            |
| Pedro de Córdoba | Havez                           |
| Virginia Brissac | Mãe do zumbi                    |
| Noble Johnson    | Zumbi                           |
| Anthony Quinn    | Ramon Mederos/Francisco Mederoa |
| Tom Dugan        | Raspy Kelly                     |
| Paul Fix         | Frenchy Duval                   |
| Lloyd Corrigan   | Martin                          |